# 정연역
정연역(亭淵驛)은 지금의 강원특별자치도 철원군 갈말읍에 위치했던 금강산선의 철도역이다.

## 연혁
- 1924년 8월 1일 : 철원~김화 간 개통과 함께 정연리역(亭淵里驛)으로 영업 개시[1]
- 1924년 11월 26일 : 전기운전 개시[2]
- 일자 불명[3] : 정연역으로 개칭
- 1950년 : 한국 전쟁으로 폐지